# Escuelas de Charlotte-Mecklenburg
Las Escuelas de Charlotte-Mecklenburg (Charlotte-Mecklenburg Schools, CMS) es un distrito escolar del Carolina del Norte. Gestiona 159 escuelas. CMS tiene más de 141.100 estudiantes y 18.800 maestros/profesores, administradores, y empleados de apoyo. Tiene su sede en el quinto piso del Charlotte-Mecklenburg Government Center en Charlotte. Sirve Charlotte y el Condado de Mecklenburg.